# 安龙县
安龙县是中华人民共和国贵州省黔西南布依族苗族自治州下属的一个县。面积2238平方公里，2002年人口42万。邮政编码552400，县政府驻栖凤街道。

## 历史
安龙早在春秋战国时期就有人类活动足迹，当时属夜郎古国牂牁郡。
明洪武十四年（1381年），设置安隆守御千户所。1652年，南明永历帝朱由榔在安龙建立陪都，期间他将安隆千户所改为安龙府，寓为“真龙天子”居住之地，于是安龙就有了“龙城”的称谓。1658年，永历帝离开安龙两年后，安龙被清军攻克，清顺治帝将安龙的龙字上加上了一个竹头，改为安笼。清嘉庆年间，因南明王朝在安龙期间留下了十八先生的忠议故事，故嘉庆帝亲自赐名为“兴义府”。
1913年改南笼县，1931年改安龙县。1966年改设安龙布依族苗族自治县，1981年复设安龙县。

## 行政区划
安龙县下辖5个街道办事处、10个镇：
招堤街道、栖凤街道、钱相街道、五福街道、春潭街道、龙广镇、德卧镇、万峰湖镇、木咱镇、洒雨镇、普坪镇、龙山镇、新桥镇、海子镇和笃山镇。

## 交通
- 324国道横越境内。
- 昆汕高速过境该县木咱镇并设立出入口。
- 南昆铁路过境该县德卧镇并设立安龙站。

## 相關著作
- 《安龙逸史》